# John Rex Whinfield
John Rex Whinfield (* 16. Februar 1902 in Sutton; † 6. Juli 1966 in Dorking (Surrey)) war ein britischer Chemiker, Erfinder des Kunststoffs PET und der synthetischen Textilfaser Terylene, der ersten Polyester-Faser.
Nach dem Abschluss des Chemiestudiums an der Universität Cambridge 1922 war er Mitarbeiter von Charles Frederick Cross und im Labor der Gesellschaft für Kattundruckerei Calico Printers Assoc. in Accrington. Dabei fand er, dass sich Polyester (als mögliche Textilfaser schon von Wallace Hume Carothers entdeckt aber als zu wenig hitzebeständig zugunsten von Polyamiden aufgegeben) mit einem Benzolring stabilisieren lässt (eingebaut über Terephthalsäure). Mit seinem Assistenten Dickson meldete er am 29. Juli 1941 ein Patent an, dieses blieb aber im Zweiten Weltkrieg, als Whinfield für das Ministry of Supply arbeitete, geheim. 1947 wurde er Mitarbeiter von Imperial Chemical Industries (ICI) und entwickelte auf Basis seines Patents die Synthesefaser Terylene. In Deutschland wurde er als Diolen (Glanzstoffwerke) vermarktet. Whinfield war zuletzt Leiter der Sektion Synthetisch Fasern bei ICI und ging 1963 in den Ruhestand.